# Mol (Ada)
Mol (húngaro: Mohol; serbocroata cirílico: Мол) es una villa de Serbia perteneciente al municipio de Ada en el distrito de Banato del Norte de la provincia autónoma de Voivodina.
En 2011 tenía 6009 habitantes, de los cuales dos tercios eran magiares y un tercio étnicamente serbios.
Se conoce la existencia del pueblo desde mediados del siglo XVIII y en su origen era un asentamiento militar serbio de la Vojna Krajina. A finales del siglo XVIII comenzaron a asentarse los magiares, que actualmente forman la mayoría étnica del pueblo, y que construyeron su primer templo católico en 1805.
Se ubica junto a la orilla occidental del río Tisza, en la periferia meridional de Ada, en la salida de la capital municipal de la carretera 102 que lleva a Novi Sad.